# Roskette

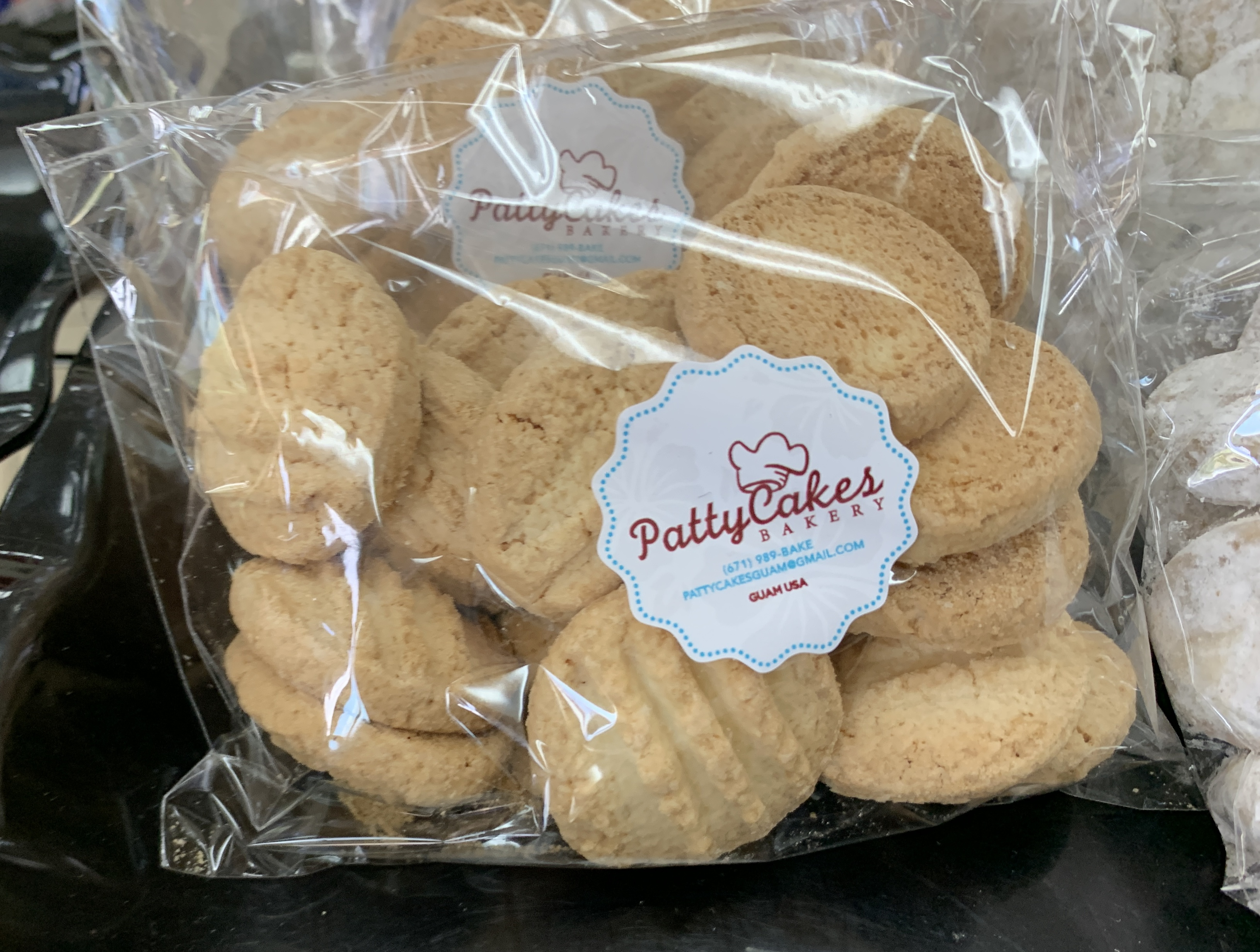
Galletas rosketi.

Roskette o Rosketi son galletas de maicena tradicionales de Chamorro. El ingrediente principal para el roskette suele ser una caja de maicena. Otros ingredientes incluyen harina, azúcar, mantequilla, o manteca, leche o crema, huevos, polvo de hornear y vainilla. Algunas recetas de roskette resultan en una galleta muy delgada y difícil se tragar, mientras que otras son desmenuzables, se derriten en la boca. El sabor y la textura de una receta roskette, produce un final muy distinto, debido principalmente a la utilización de almidón de maíz.
La masa de roskette es históricamente rodada en un tamaño y longitud de un lápiz. La masa es formada en una bobina, o en un pretzel. Algunos le dan forma a la masa en una bola luego aplanan la mesa con las púas de un tenedor. Las galletas son cocinadas en una bandeja de horno engrasada.